# Kdo přežije: Thajsko
Kdo přežije: Thajsko (v anglickém originále Survivor: Thailand) je pátá řada americké reality show Kdo přežije. Natáčela se na jaře roku 2002 a premiérově byla vysílána na CBS od 19. listopadu 2002 do 19. prosince 2002. Na českých obrazovkách byla poprvé uvedena na TV Prima.

## Poloha a doba natáčení
Série se odehrává v Thajsku konkrétně na ostrově Ko Tarutao. Natáčela se od 10. května 2002 do 18. června 2002.

## Soutěžící
Opět bylo vysazeno 16 trosečníků, byli rozděleni do dvou kmenů: Chuay Gahn (thajsky: ช่วยกัน "vzájemně si pomáhat") a Sook Jai (สุขใจ "šťastné srdce"), které rozdělili dva nejstarší hráči a začali jedno z největších dobrodružství svého života. Později byli zbylí hráči sloučeni do kmene Chuay Jai. Vyhrát ale nemohou všichni. Čtrnáct z nich bude vyloučeno, posledních 7 vyloučených vytvoří porotu, 2 poslední před ní předstoupí, ale jen jeden vyhraje šek na milion dolarů a titul Poslední přeživší.

### Budoucí návraty soutěžících
Po odvysílání Kdo přežije: Thajsko se Shii Ann Huang zúčastnila Kdo přežije: Návrat Hvězd.